# Золота мечеть (Лахор)
Золота мечеть (пенджаб. سنہری مسجد) — мечеть в центральній частині Лахора, адміністративного центру провінції Пенджаб, Пакистан. Зведена за проектом Наваба Сієда Бхікарі Кхана, сина Раушан-уд-Даули Туррабаза Кхана, заступника губернатора Лахора в період правління Мухаммад Шаха, в сикхському стилі в 1753.
Мечеть, що знаходиться на величезне постаменті і характеризується наявністю 3-х золотих куполів, розташована в районі Кашмірського ринку. Найближчу територію займають старі базари. Ширина воріт мечеті становить 21, 3 м. Довжина двору-колодязі - 161, 5 м, ширина - 160, 6 м. Зводи семи залів мечеті виконані з мармуру. Кути вінчають 4 високі мінарети, зовнішнє коло кожного з яких становить 20 м, висота - 54 м.

## Галерея

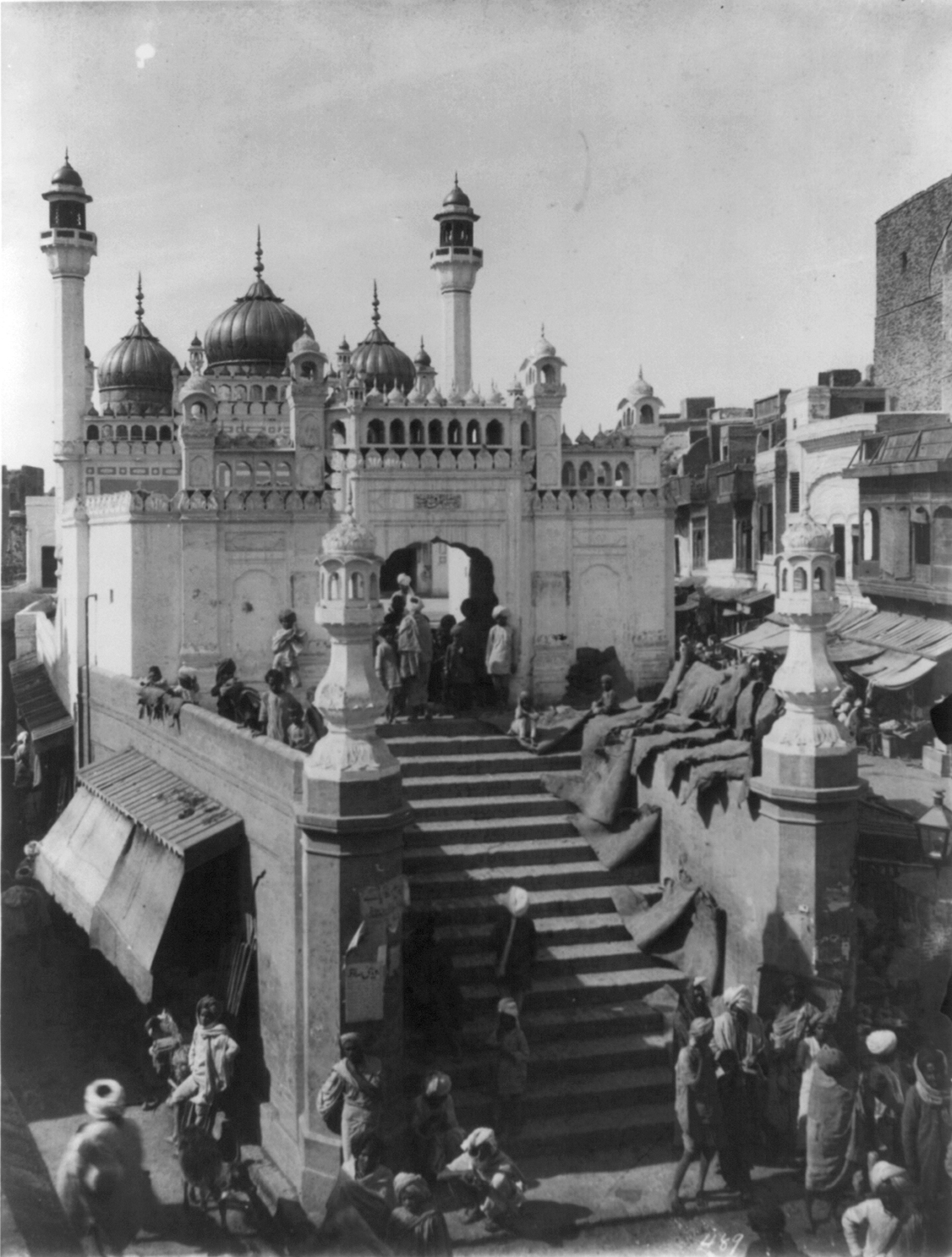
1895
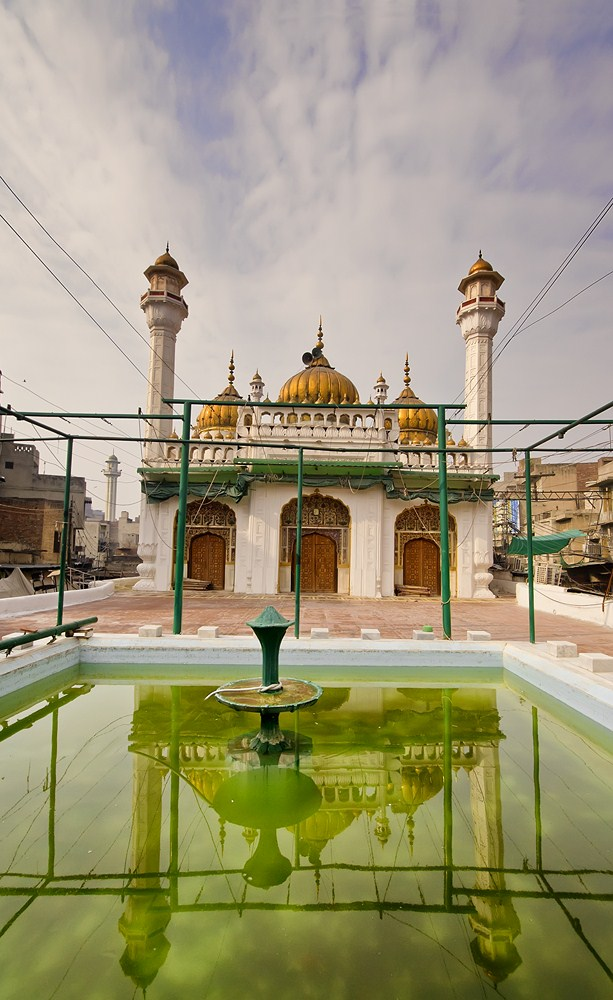
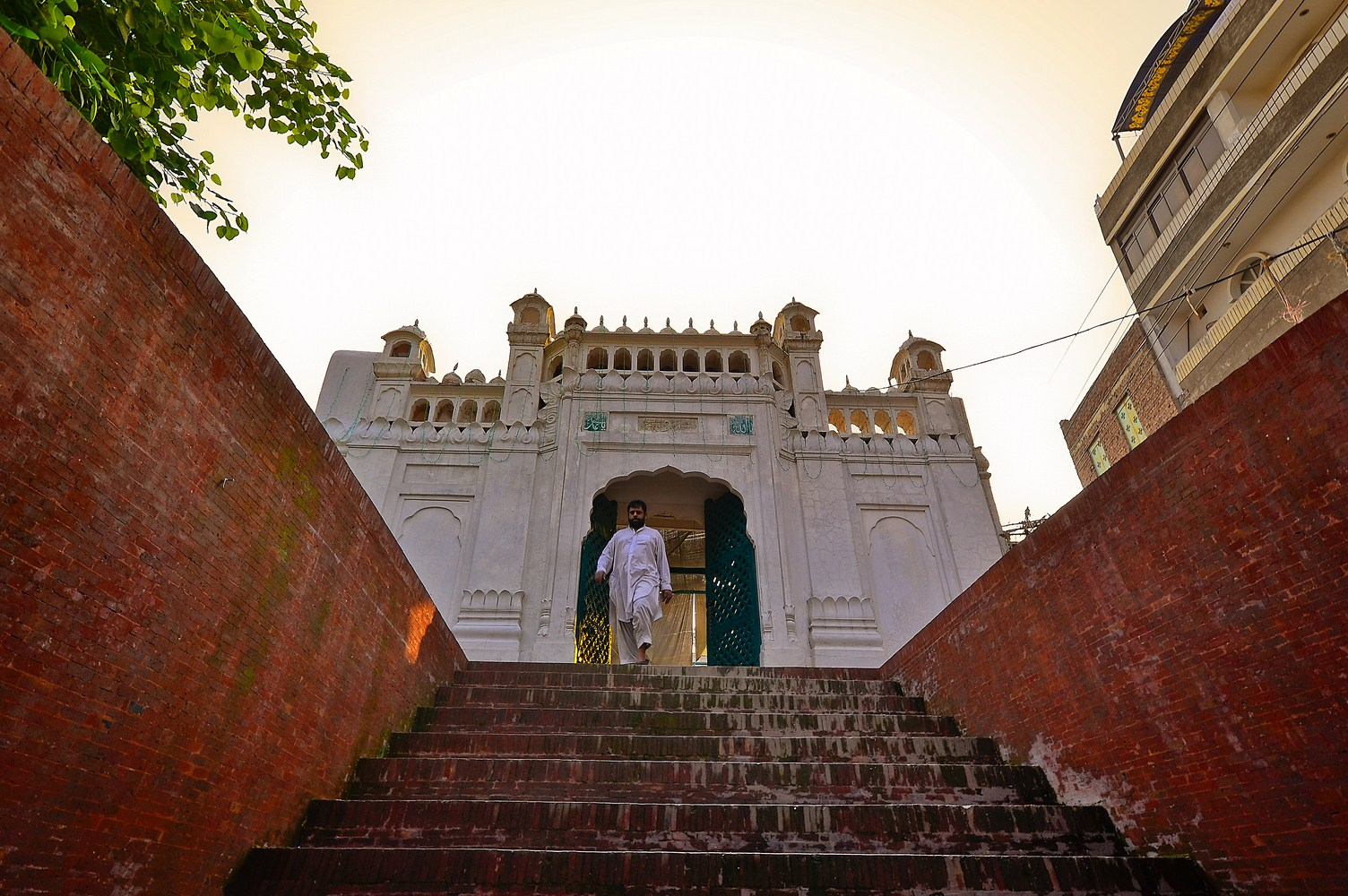
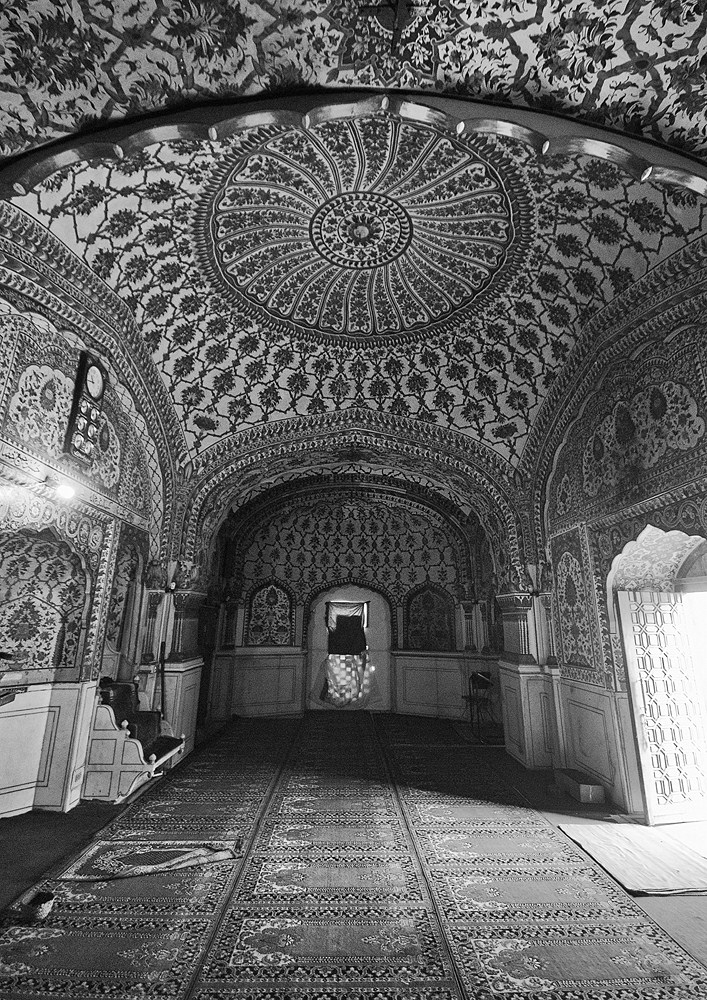
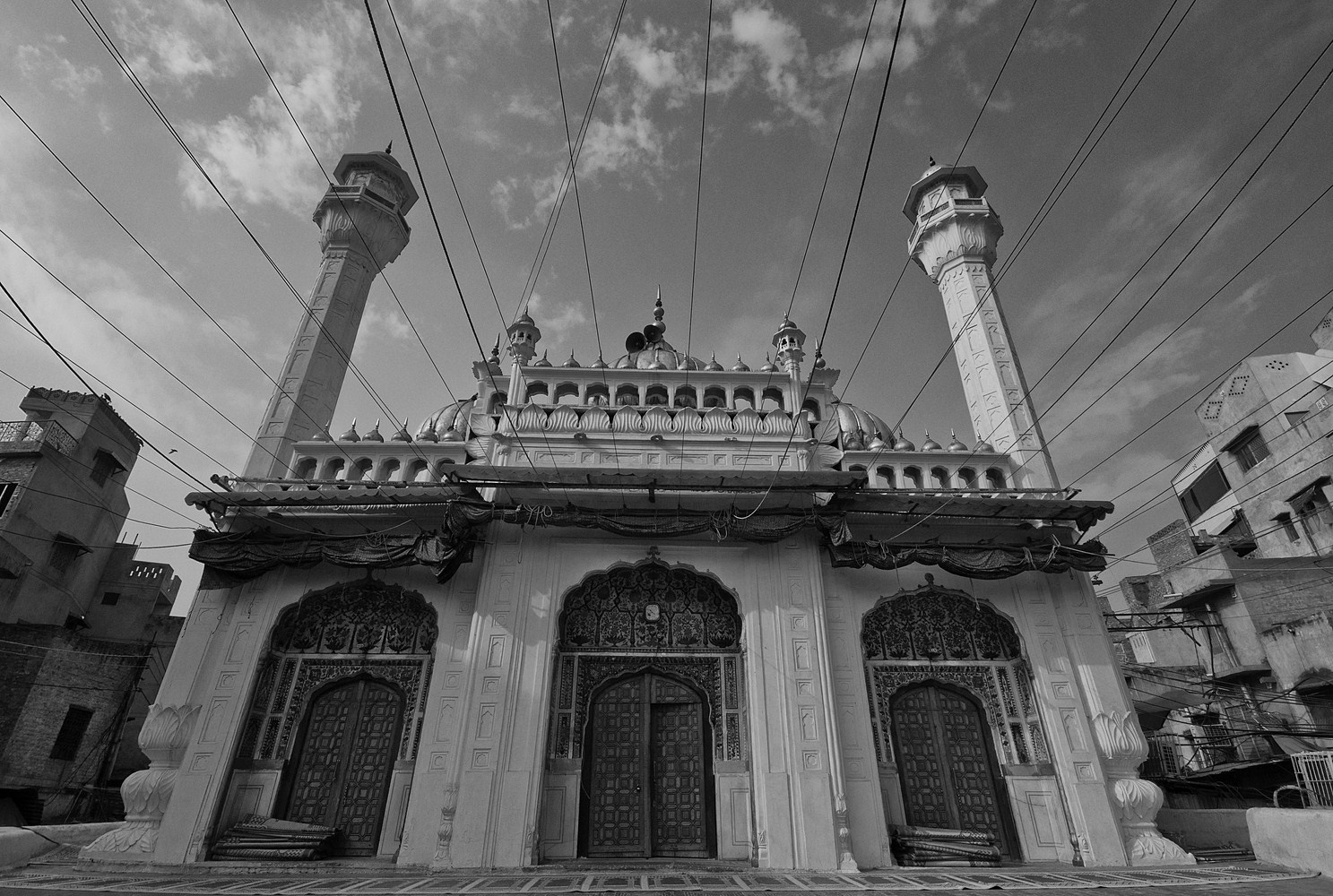